# Campionati europei di hockey su pista 1931
Il Campionato europeo di hockey su pista 1931 (in inglese 1931 Rink Hockey European Championship) è stata la sesta edizione della massima competizione europea per le rappresentative di hockey su pista maschili maggiori e fu organizzata dalla Fédération Internationale de Roller Sports. La competizione si svolse dal 4 all'8 aprile 1931 a Montreux in Svizzera. 
La vittoria finale è andata alla nazionale dell'Inghilterra che si è aggiudicata il torneo per la sesta volta nella sua storia.
La competizione fu valida anche come 10ª edizione della Coppa delle Nazioni.

## Formula
Il campionato europeo 1931 vide la partecipazione di sette nazionali europee. La manifestazione fu organizzata tramite un girone all'italiana con gare di sola andata; erano assegnati due punti per l'incontro vinto, un punto a testa per l'incontro pareggiato e zero la sconfitta. Al termine del torneo la squadra prima classificata venne proclamata campione d'Europa.

## Squadre partecipanti
| Pr. | Squadra     | Partecipazioni precedenti al torneo |
| --- | ----------- | ----------------------------------- |
| 1   | Belgio      | 5 (1926, 1927, 1928, 1929, 1930)    |
| 2   | Francia     | 5 (1926, 1927, 1928, 1929, 1930)    |
| 3   | Germania    | 5 (1926, 1927, 1928, 1929, 1930)    |
| 4   | Inghilterra | 5 (1926, 1927, 1928, 1929, 1930)    |
| 5   | Italia      | 4 (1926, 1927, 1928, 1929)          |
| 6   | Portogallo  | 1 (1930)                            |
| 7   | Svizzera    | 5 (1926, 1927, 1928, 1929, 1930)    |

Nota bene: nella sezione "partecipazioni precedenti al torneo" le date in grassetto indicano la squadra che ha vinto quell'edizione del torneo

## Svolgimento del torneo

### Classifica
| Pos | Squadra     | Pt | G | V | N | P | GF | GS | DG  |
| --- | ----------- | -- | - | - | - | - | -- | -- | --- |
| 1.  | Inghilterra | 12 | 6 | 6 | 0 | 0 | 40 | 3  | +37 |
| 2.  | Francia     | 9  | 6 | 4 | 1 | 1 | 31 | 11 | +20 |
| 3.  | Svizzera    | 8  | 6 | 3 | 2 | 1 | 18 | 16 | +2  |
| 4.  | Italia      | 6  | 6 | 2 | 2 | 2 | 14 | 14 | 0   |
| 5.  | Germania    | 4  | 6 | 2 | 0 | 4 | 17 | 30 | -13 |
| 6.  | Portogallo  | 3  | 6 | 1 | 1 | 4 | 7  | 22 | -15 |
| 7.  | Belgio      | 0  | 6 | 0 | 0 | 6 | 6  | 37 | -31 |

### Risultati
| Montreux aprile 1931 | Germania | 7 – 2 | Belgio |  |

| Montreux aprile 1931 | Germania | 1 – 8 | Francia |  |

| Montreux aprile 1931 | Germania | 1 – 10 | Inghilterra |  |

| Montreux aprile 1931 | Germania | 2 – 3 | Italia |  |

| Montreux aprile 1931 | Germania | 5 – 3 | Portogallo |  |

| Montreux aprile 1931 | Germania | 1 – 4 | Svizzera |  |

| Montreux aprile 1931 | Belgio | 1 – 9 | Francia |  |

| Montreux aprile 1931 | Belgio | 0 – 10 | Inghilterra |  |

| Montreux aprile 1931 | Belgio | 2 – 4 | Italia |  |

| Montreux aprile 1931 | Belgio | 1 – 2 | Portogallo |  |

| Montreux aprile 1931 | Belgio | 0 – 5 | Svizzera |  |

| Montreux aprile 1931 | Francia | 0 – 3 | Inghilterra |  |

| Montreux aprile 1931 | Francia | 5 – 3 | Italia |  |

| Montreux aprile 1931 | Francia | 7 – 1 | Portogallo |  |

| Montreux aprile 1931 | Francia | 2 – 2 | Svizzera |  |

| Montreux aprile 1931 | Inghilterra | 2 – 2 | Italia |  |

| Montreux aprile 1931 | Inghilterra | 4 – 0 | Portogallo |  |

| Montreux aprile 1931 | Inghilterra | 11 – 1 | Svizzera |  |

| Montreux aprile 1931 | Italia | 1 – 1 | Portogallo |  |

| Montreux aprile 1931 | Italia | 2 – 2 | Svizzera |  |

| Montreux aprile 1931 | Portogallo | 0 – 4 | Svizzera |  |